# مورچه‌مرغ تیره‌دم
مورچه‌مرغ تیره‌دم (نام علمی: Drymophila malura) نام یک گونه از سرده درختچه‌دوست‌ها است.